# Marcus Rashford
Marcus Rashford MBE (ur. 31 października 1997 w Manchesterze) – angielski piłkarz, występujący na pozycji napastnika w FC Barcelonie, do której jest wypożyczony z Manchesteru United. Reprezentant Anglii. Srebrny medalista Mistrzostw Europy 2020, uczestnik Mistrzostw Europy 2016 oraz Mistrzostw Świata 2018 i 2022.

## Kariera klubowa
Rashford do akademii Manchesteru United trafił w wieku 7 lat. 21 listopada 2015 trafił po raz pierwszy na ławkę rezerwowych podczas meczu Premier League przeciwko Watford wygranym przez Manchester United 1:2. 25 lutego 2016 Rashford, rewanżowy mecz 1/16 finału Ligi Europy UEFA przeciwko FC Midtjylland miał rozpocząć na ławce rezerwowych jednak podczas rozgrzewki Anthony Martial nabawił się urazu, dzięki czemu stanął on przed szansą debiutu w seniorskiej piłce. Manchester United pewnie wygrał 5:1 (w dwumeczu 6:3), a Rashford w swoim debiucie zaliczył dwa trafienia. Dzięki tym trafieniom stał się najmłodszym strzelcem Manchesteru United w europejskich pucharach, pobijając rekord George’a Besta. W Premier League zadebiutował trzy dni później w wygranym 3:2 meczu przeciwko Arsenalowi, gdzie Rashford kolejny raz zdobył dwa gole oraz zaliczył asystę. Dzięki tym trafieniom stał się trzecim najmłodszym strzelcem Manchesteru United w historii Premier League zaraz za Federico Machedą oraz Dannym Welbeckiem. 20 marca 2016 zdobył jedyną bramkę w derbach Manchesteru, dającą pierwsze zwycięstwo Manchesteru United nad Manchesterem City od 2013. W wieku 18 lat i 141 dni stał się najmłodszym strzelcem w derbach Manchesteru w historii Premier League.
2 lutego 2025 roku ogłoszono, że na resztę sezonu Rashford zostanie wypożyczony do Aston Villi.
23 lipca 2025 roku FC Barcelona ogłosiła wypożyczenie Rashforda z opcją wykupu do końca sezonu 2025/26 . 

## Kariera reprezentacyjna
Rashford swoimi świetnymi występami zwrócił na siebie uwagę selekcjonera reprezentacji Anglii, który powołał go do wstępnej 26-osobowej kadry na Euro 2016. W reprezentacji Anglii zadebiutował 27 maja 2016 w wygranym 2:1 meczu towarzyskim z Australią, w którym strzelił gola, stając się najmłodszym strzelcem bramki w debiucie w reprezentacji Anglii. 31 maja 2016 selekcjoner reprezentacji Anglii ogłosił ostateczną 23-osobową kadrę na Euro 2016, w której znalazł się również Rashford. Jest najmłodszym uczestnikiem mistrzostw. Na mistrzostwach Europy zadebiutował 16 czerwca 2016 w wygranym 2:1 meczu z Walią tym samym w wieku 18 lat i 228 dni stał się najmłodszym angielskim piłkarzem w historii Mistrzostw Europy, pobijając rekord Wayne’a Rooneya o 4 dni.

## Statystyki

### Klubowe
(aktualne na 23 lipca 2025)
| Klub                | Sezon              | Liga               | Liga  | Liga   | Puchar krajowy | Puchar krajowy | Puchar ligi | Puchar ligi | Europa | Europa | Inne  | Inne   | Suma  | Suma   |
| Klub                | Sezon              | Liga               | Mecze | Bramki | Mecze          | Bramki         | Mecze       | Bramki      | Mecze  | Bramki | Mecze | Bramki | Mecze | Bramki |
| ------------------- | ------------------ | ------------------ | ----- | ------ | -------------- | -------------- | ----------- | ----------- | ------ | ------ | ----- | ------ | ----- | ------ |
| Manchester United   | 2015/2016          | Premier League     | 11    | 5      | 4              | 1              | 0           | 0           | 3      | 2      | –     | –      | 18    | 8      |
| Manchester United   | 2016/2017          | Premier League     | 32    | 5      | 3              | 3              | 6           | 1           | 11     | 2      | 1     | 0      | 53    | 11     |
| Manchester United   | 2017/2018          | Premier League     | 35    | 7      | 5              | 1              | 3           | 2           | 8      | 3      | 1     | 0      | 52    | 13     |
| Manchester United   | 2018/2019          | Premier League     | 33    | 10     | 4              | 1              | 0           | 0           | 10     | 2      | –     | –      | 47    | 13     |
| Manchester United   | 2019/2020          | Premier League     | 31    | 17     | 4              | 0              | 3           | 4           | 6      | 1      | –     | –      | 44    | 22     |
| Manchester United   | 2020/2021          | Premier League     | 37    | 11     | 3              | 1              | 4           | 1           | 13     | 8      | –     | –      | 57    | 21     |
| Manchester United   | 2021/2022          | Premier League     | 25    | 4      | 2              | 0              | 0           | 0           | 5      | 1      | –     | –      | 32    | 5      |
| Manchester United   | 2022/2023          | Premier League     | 35    | 17     | 6              | 1              | 6           | 6           | 9      | 6      | –     | –      | 56    | 30     |
| Manchester United   | 2023/2024          | Premier League     | 33    | 7      | 5              | 1              | 1           | 0           | 4      | 0      | –     | –      | 43    | 8      |
| Manchester United   | 2024/2025          | Premier League     | 15    | 4      | 0              | 0              | 2           | 2           | 6      | 1      | 1     | 0      | 24    | 7      |
| Aston Villa (wyp.)  | 2024/2025          | Premier League     | 10    | 2      | 3              | 2              | –           | –           | 4      | 0      | –     | –      | 17    | 4      |
| FC Barcelona (wyp.) | 2025/2026          | Primera División   | 0     | 0      | 0              | 0              | –           | –           | 0      | 0      | 0     | 0      | 0     | 0      |
| Ogólnie w karierze  | Ogólnie w karierze | Ogólnie w karierze | 297   | 89     | 39             | 11             | 25          | 16          | 79     | 26     | 3     | 0      | 443   | 142    |

### Reprezentacyjne
(aktualne na 24 marca 2025)
| Reprezentacja | Rok     | Mecze | Bramki |
| ------------- | ------- | ----- | ------ |
| Anglia        |         |       |        |
| 2016          | 6       | 1     |        |
| 2017          | 9       | 1     |        |
| 2018          | 16      | 4     |        |
| 2019          | 7       | 4     |        |
| 2020          | 2       | 1     |        |
| 2021          | 6       | 1     |        |
| 2022          | 5       | 3     |        |
| 2023          | 8       | 2     |        |
| 2024          | 1       | 0     |        |
| 2025          | 2       | 0     |        |
| Ogólnie       | Ogólnie | 62    | 17     |

| No. | Data                 | Miejsce                                                | Kolejność | Przeciwnik         | Wynik w meczu | Wynik końcowy | Rozgrywki               |
| --- | -------------------- | ------------------------------------------------------ | --------- | ------------------ | ------------- | ------------- | ----------------------- |
| 1   | 27 maja 2016         | Stadium of Light, Sunderland, Anglia                   | 1         | Australia          | 1–0           | 2–1           | Towarzyski              |
| 2   | 4 września 2017      | Wembley, Londyn, Anglia                                | 11        | Słowacja           | 2–1           | 2–1           | Eliminacje MŚ 2018      |
| 3   | 7 czerwca 2018       | Elland Road, Leeds, Anglia                             | 19        | Kostaryka          | 1–0           | 2–0           | Towarzyski              |
| 4   | 8 września 2018      | Wembley, Londyn, Anglia                                | 26        | Hiszpania          | 1–0           | 1–2           | Liga Narodów 2018/2019  |
| 5   | 11 września 2018     | King Power Stadium, Leicester, Anglia                  | 27        | Szwajcaria         | 1–0           | 1–0           | Towarzyski              |
| 6   | 15 października 2018 | Estadio Benito Villamarín, Sewilla, Hiszpania          | 29        | Hiszpania          | 0–2           | 2–3           | Liga Narodów 2018/2019  |
| 7   | 6 czerwca 2019       | Estádio D. Afonso Henriques, Guimarães, Portugalia     | 32        | Holandia           | 1–0           | 1–3 (p.d)     | Liga Narodów 2018/2019  |
| 8   | 14 października 2019 | Stadion Narodowy im. Wasiła Lewskiego, Sofia, Bułgaria | 36        | Bułgaria           | 0–1           | 0–6           | Eliminacje ME 2021      |
| 9   | 14 listopada 2019    | Wembley, Londyn, Anglia                                | 37        | Czarnogóra         | 4–0           | 7–0           | Eliminacje ME 2021      |
| 10  | 17 listopada 2019    | Stadion im. Fadila Vokrriego, Prisztina, Kosowo        | 38        | Kosowo             | 3–0           | 4–0           | Eliminacje ME 2021      |
| 11  | 11 października 2020 | Wembley, Londyn, Anglia                                | 39        | Belgia             | 1–1           | 2–1           | Liga Narodów 2020/2021  |
| 12  | 6 czerwca 2021       | Riverside Stadium, Middlesbrough, Anglia               | 41        | Rumunia            | 1–0           | 1–0           | Towarzyski              |
| 13  | 21 listopada 2022    | Stadion Międzynarodowy Chalifa, Ar-Rajjan, Katar       | 47        | Iran               | 5–1           | 6–2           | Mistrzostwa Świata 2022 |
| 14  | 29 listopada 2022    | Ahmed bin Ali Stadium, Ar-Rajjan, Katar                | 49        | Walia              | 0–1           | 0–3           | Mistrzostwa Świata 2022 |
| 15  | 29 listopada 2022    | Ahmed bin Ali Stadium, Ar-Rajjan, Katar                | 49        | Walia              | 0–3           | 0–3           | Mistrzostwa Świata 2022 |
| 16  | 19 czerwca 2023      | Old Trafford, Manchester, Anglia                       | 53        | Macedonia Północna | 3–0           | 7–0           | Eliminacje ME 2024      |
| 17  | 17 października 2023 | Wembley, Londyn, Anglia                                | 57        | Włochy             | 2–1           | 3–1           | Eliminacje ME 2024      |

## Sukcesy

### Manchester United
- Liga Europy UEFA (1x): 2016/2017
- Puchar Anglii (2x): 2015/2016, 2023/2024
- Puchar Ligi Angielskiej (2x): 2016/2017, 2022/2023
- Tarcza Wspólnoty (1x): 2016

### Wyróżnienia
- Jimmy Murphy Young Player of the Year: 2015/2016[16]
- W październiku 2020 roku otrzymał Order Imperium Brytyjskiego V klasy[17]

## Działalność społeczna
Dzięki inicjatywie Rashforda brytyjski rząd utrzymał w 2020 przekazywanie bonów żywnościowych dla uczniów z najbiedniejszych rodzin przez sześciotygodniowy okres wakacji. Tuż przed wakacjami Rashford wystosował list do brytyjskich parlamentarzystów z prośbą o kontynuowanie wsparcia, wspominając, że sam jako dziecko korzystał z darmowych obiadów szkolnych. Dzięki inicjatywie piłkarza pomoc dotarła do ponad 1,3 mln dzieci. Za swą postawę zawodnik Manchesteru United został odznaczony Orderem Imperium Brytyjskiego. Działalność piłkarza wyróżnił także dziennik „The Times” umieszczając go na liście „Sunday Times Giving List”, czyli tzw. „listy hojności”, która klasyfikuje różnego rodzaju filantropów na podstawie przekazanych bądź zebranych przez nich środków w stosunku do ich stanu posiadania.